# Getto w Charkowie
Getto w Charkowie – getto dla ludności żydowskiej utworzone przez okupantów niemieckich w Charkowie, istniejące od połowy grudnia 1941 roku do początków stycznia 1942 roku.
Getto zorganizowano na terenie byłego osiedla baraków robotniczych. Przymusowo przesiedlono tam ponad 10 tys. Żydów. W getcie panowały fatalne warunki bytowe i sanitarne, a jego mieszkańcy masowo umierali na skutek zimna, głodu i chorób. Wielu zostało zamordowanych przez niemieckich i ukraińskich strażników. Na początku stycznia 1942 roku wszyscy mieszkańcy getta zostali rozstrzelani przez funkcjonariuszy Einsatzgruppen i Ordnungspolizei w Drobyckim Jarze.
Według najbardziej ostrożnych szacunków w czasie niemieckiej okupacji ofiarą Zagłady padło co najmniej 12 tys. Żydów z Charkowa.

## Preludium
Dane ze spisu ludności przeprowadzonego w 1939 roku wskazują, że w Charkowie mieszkało 130 250 Żydów. Stanowili oni 15,64% populacji miasta. Jicchak Arad szacuje, że po ataku Niemiec na ZSRR ponad 80% charkowskich Żydów, tj. od 108 tys. do 110 tys., zbiegło lub zostało ewakuowanych.
24 października 1941 roku Charków został zdobyty przez niemiecką 6 Armię. Niemcy powołali kolaboracyjną radę miejską, na której czele stanął wykładowca miejscowej politechniki prof. Ołeksij Kramarenko (od stycznia 1942 nadburmistrz Charkowa). W listopadzie we wszystkich dziewiętnastu dzielnicach miasta powołano kolaboracyjnych burmistrzów. Na początku tegoż miesiąca na polecenie władz miejskich powołano Judenrat, którego przewodniczącym został 71-letni lekarz Efim Gurewicz.

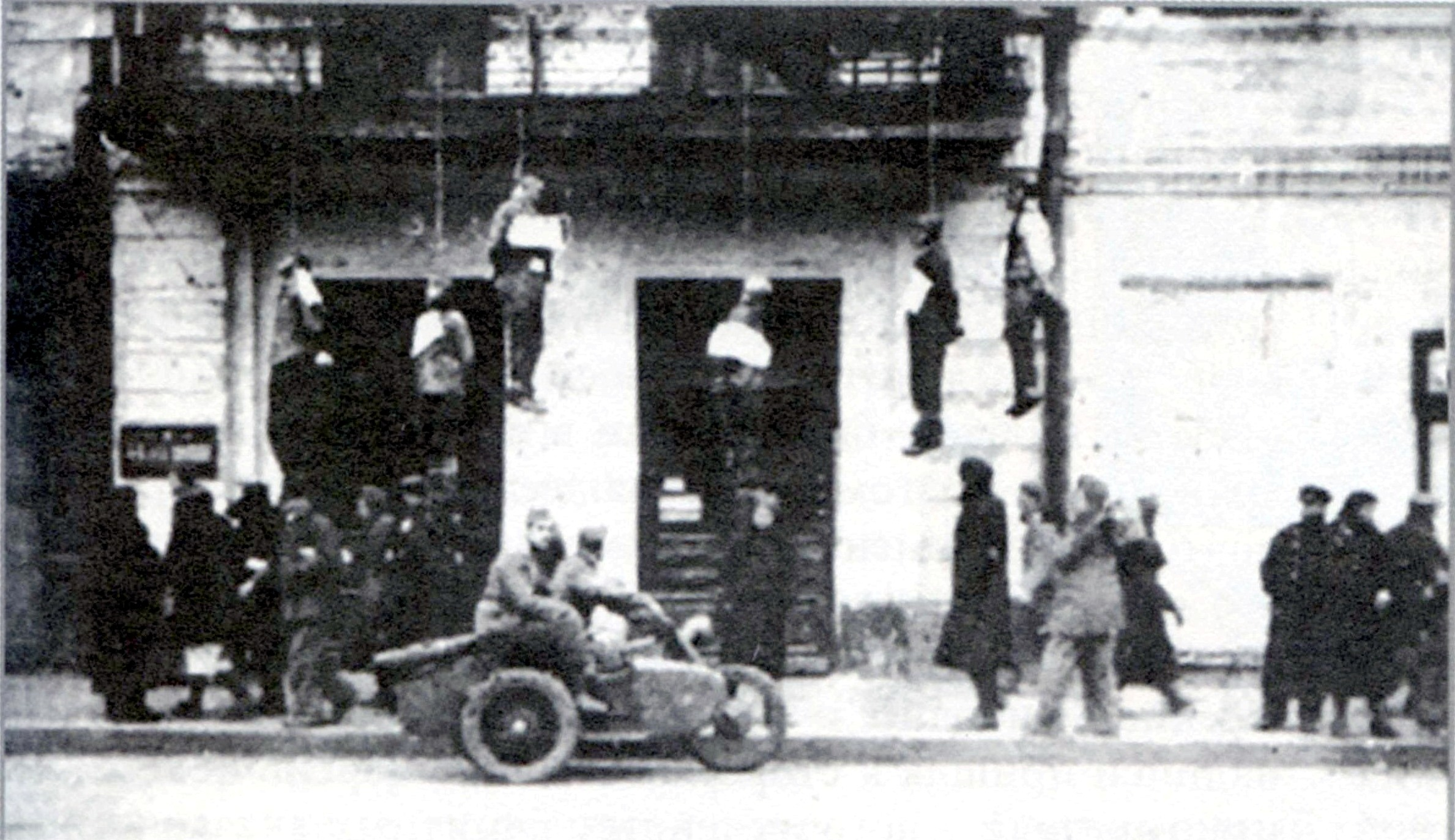
Zakładnicy powieszeni przez Niemców na ul. Sumskiej

Jeszcze przed końcem października żołnierze 57. Dywizji Piechoty rozstrzelali w Charkowie trzech działaczy komunistycznych oraz publicznie powiesili siedmiu domniemanych sabotażystów (w tym jedną kobietę). Tymczasem 14 listopada sowieccy dywersanci zdetonowali ładunki wybuchowe ukryte zawczasu w różnych miejskich gmachach. Wśród ofiar byli dowódca 68. Dywizji Piechoty gen. mjr Georg Braun oraz jego szef sztabu. W ramach akcji odwetowej natychmiast rozstrzelano lub powieszono 200 prawdziwych i domniemanych komunistów, a kolejnych 1000 osób – w tym wielu Żydów – zatrzymano w charakterze zakładników i osadzono w hotelu „International”. Większość zakładników została najprawdopodobniej wytypowana przez kolaboranckich burmistrzów dzielnic. Następnego dnia żołnierze Wehrmachtu przeprowadzili kolejną łapankę. Zatrzymano wtedy 500 zakładników, spośród których dwudziestu natychmiast powieszono na budynku zajmowanym przez sztab jednego z pułków 57. Dywizji Piechoty. Kolejnych 50 zakładników powieszono 16 listopada na ul. Sumskiej. 28 listopada z obozu przejściowego w hotelu „International” wyprowadzono i rozstrzelano 400 zakładników, w tym 300 Żydów.
22 listopada władze miejskie przyjęły szereg zarządzeń wymierzonych w Żydów. Między innymi narzucono im obowiązek noszenia żółtych opasek na przedramieniu oraz pozbawiono prawa podejmowania pracy w instytucjach publicznych. Prawo wstępu do budynków zajmowanych przez miejską administrację miał odtąd wyłącznie przewodniczący Judenratu. Po raz pierwszy zapowiedziano, iż ludność żydowska zostanie skoncentrowana w jednym miejscu. Jednocześnie na rozkaz Niemców wysokość przysługujących Żydom racji żywnościowych określono na zaledwie 40% racji, które otrzymywali nieżydowscy mieszkańcy Charkowa.
6 grudnia rozpoczęto spis ludności. Wykazał on, że w Charkowie pozostało 10 271 Żydów. Arad uważa jednak, że wielu Żydów uchyliło się od rejestracji. Liczbę tych, którzy pozostali w zajętym przez Niemców mieście, szacuje na około 20 tys., przy czym zdecydowaną większość stanowić miały kobiety, dzieci oraz osoby starsze.

## Utworzenie getta
W połowie listopada do Charkowa przybyło Sonderkommando 4a, którym dowodził SS-Standartenführer Paul Blobel. Był to pododdział Einsatzgruppe C – specjalnej grupy operacyjnej SD i policji bezpieczeństwa, której zadaniem była eksterminacja Żydów na obszarze Ukrainy. Funkcjonariusze SK 4a rychło rozpoczęli przygotowania do utworzenia getta, co z kolei miało być wstępem do całkowitej eksterminacji charkowskich Żydów.
Działania SK 4a były koordynowane z dowództwem 6 Armii i wojskową komendanturą miasta. Ta ostatnia 14 grudnia wydała zarządzenie, które nakazywało wszystkim przebywającym w mieście Żydom, by w terminie do 16 grudnia przenieśli się na teren osiedla baraków robotniczych. Należało ono do miejscowej fabryki urządzeń mechanicznych oraz fabryki traktorów i było położone w odległości 12 km od centrum miasta, na terenie 10. dzielnicy. Zapowiedziano, że niezastosowanie się do rozkazu przesiedlenia będzie karane śmiercią. W myśl niemieckich zarządzeń do getta miały się przenieść także osoby, które miały co najmniej jednego żydowskiego rodzica, oraz nieżydowscy małżonkowie ze związków mieszanych. Na krótko przed planowanym przesiedleniem z baraków usunięto 861 Ukraińców i Rosjan, którzy dotychczas tam zamieszkiwali. Jednocześnie Żydom rozkazano, by podczas przenosin do getta wydali wszystkie posiadane pieniądze i kosztowności. Opuszczone mieszkania przydzielono miejscowym Ukraińcom, przede wszystkim policjantom oraz pracownikom administracji miejskiej.
Według raportu Einsaztgruppe C w czasie przesiedlenia rozstrzelano 305 Żydów, którzy „rozpowszechniali kalumnie przeciw niemieckiej armii”. Widnieje w nim również informacja, iż w czasie przemarszu do getta Żydzi byli ograbiani przez miejscowych Ukraińców. Według zachowanej dokumentacji w getcie osadzono 10 060 osób. Zostały one ulokowane w barakach nr 1–10, 12–15, 17–21, 88–89, 92–93. Część Żydów umieszczono również w zabudowaniach łaźni i fabrycznego sklepu. Teren osiedla otoczono kilkoma rzędami półtorametrowego ogrodzenia z drutu kolczastego. Przy ogrodzeniu wystawiono straże. Przez pierwszy tydzień Żydzi mogli jednak stosunkowo swobodnie opuszczać getto.
W getcie szybko zpanowały tragiczne warunki bytowe i sanitarne. Szerzyły się głód i choroby, a wodę musiano uzyskiwać, topiąc śnieg. Na terenie getta istniała co prawda studnia, lecz ponad 10 tys. więźniów dozwolono czerpać wodę tylko przez godzinę w ciągu dnia. Żywność w zasadzie nie była wydawana. Niektórzy niemieccy policjanci strzegący granic getta zgadzali się jednak za łapówkę wypuszczać Żydów za druty, gdzie mogli zakupić żywność lub zdobyć wodę. W barakach, które w normalnych warunkach były zdolne pomieścić około 60–70 osób, stłoczono po kilkaset osób. Panowały silne mrozy, tymczasem baraki były w większości pozbawione drzwi i okien, a ich urządzenia grzewcze i kanalizacyjne były niesprawne. Według jednego z ocalałych na skutek mrozów, głodu i chorób umierało codziennie około 20–30 osób. Usuwanie zwłok z baraków było dozwolone tylko w określonych godzinach o poranku.
Porządku wewnątrz getta strzegło 14 kolaborantów – policjantów z 10. dzielnicy Charkowa. Mieli oni niemal nieograniczone prawo używania broni. Żydzi, którzy nocami opuszczali baraki, by zdobyć żywność i wodę, lub chociażby załatwić potrzebę naturalną, ryzykowali zastrzeleniem na miejscu. Z brutalności słynął zwłaszcza „komendant baraków” Mykoła Kucherenko. W czasie przesiedlenia podjudzał ukraińskich nastolatków, by obrzucali kamieniami i okradali zdążających do getta Żydów. Zabronił także miejscowej ludności dawania noclegu przesiedleńcom. Później wielokrotnie zdarzało się, że osobiście zabijał więźniów. Mieszkańcom okolicznych domów zabronił natomiast pod karą śmierci, by dzielili się z Żydami wodą lub żywnością. Dużą brutalnością wykazywali się także inni strażnicy. Według relacji jednego ze świadków ich żądza zysku była tak wielka, że łamali lub ucinali palce Żydom, chcąc jak najszybciej zdobyć złote pierścionki, a nawet wyrywali złote zęby przypadkowym ofiarom.
Równie brutalne było postępowanie niemieckich policjantów z 314. batalionu Ordnungspolizei. Niemal codziennie pod pretekstem poszukiwania ukrytej broni wdzierali się do baraków, po czym dokonywali otwartej grabieży lub żądali okupu w postaci kosztowności, zegarków lub ciepłych ubrań. Jeśli ich żądania nie zostały spełnione, zabierali od kilku do kilkudziesięciu Żydów, których następnie rozstrzeliwali „podczas próby ucieczki”. Zabijali także osoby, które stawiały opór w czasie rabunku. Liczba Żydów zastrzelonych w getcie sięgała niekiedy nawet 50 dziennie.
Około 400 Żydów nie zostało przesiedlonych do getta, gdyż z powodu chorób lub podeszłego wieku nie byli w stanie dojść tam o własnych siłach. Po pewnym czasie przeniesiono ich do gmachu byłej synagogi, gdzie wszyscy zmarli z głodu lub zamarzli na śmierć.

## Likwidacja getta

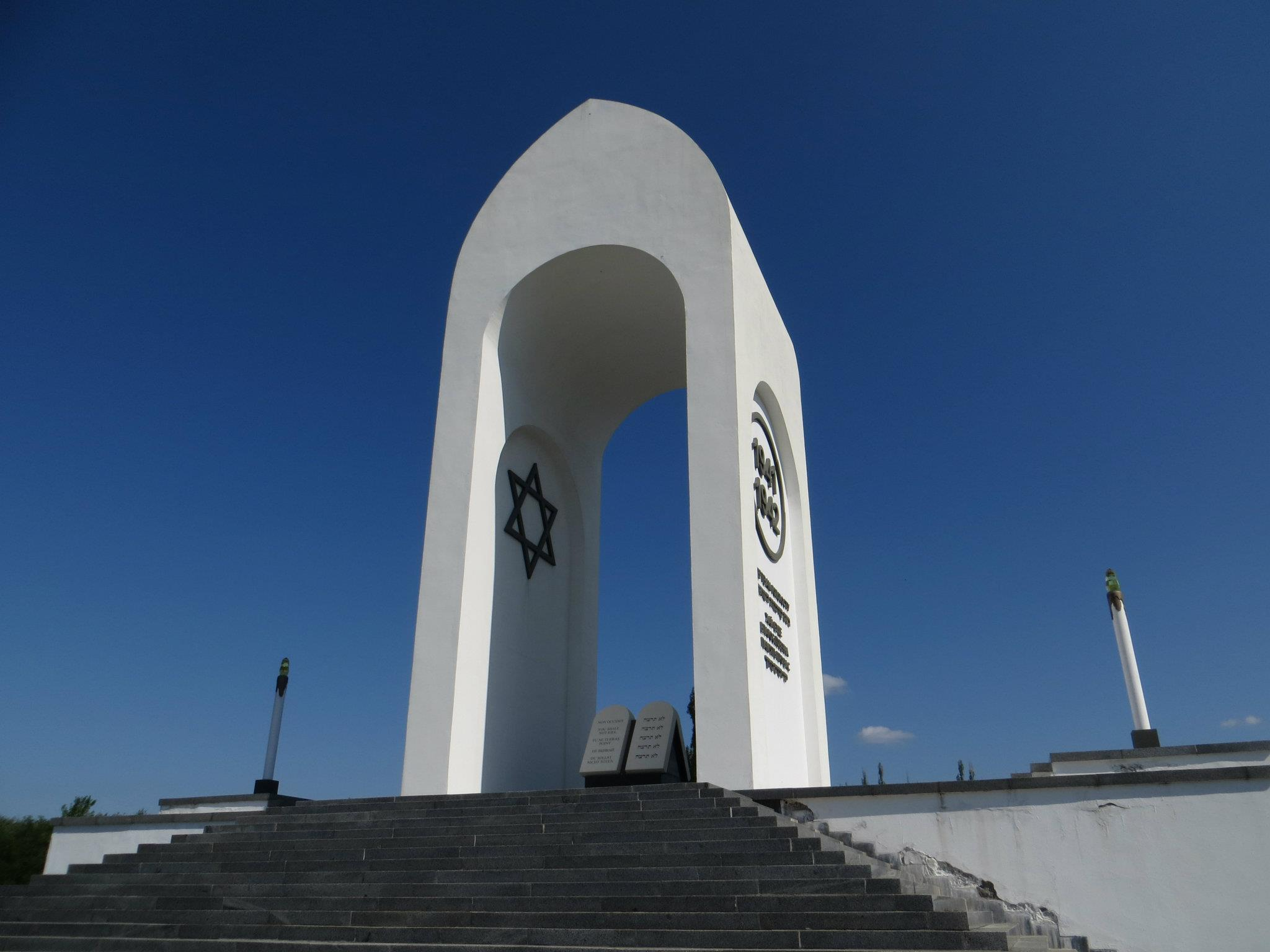
Pomnik w Drobyckim Jarze

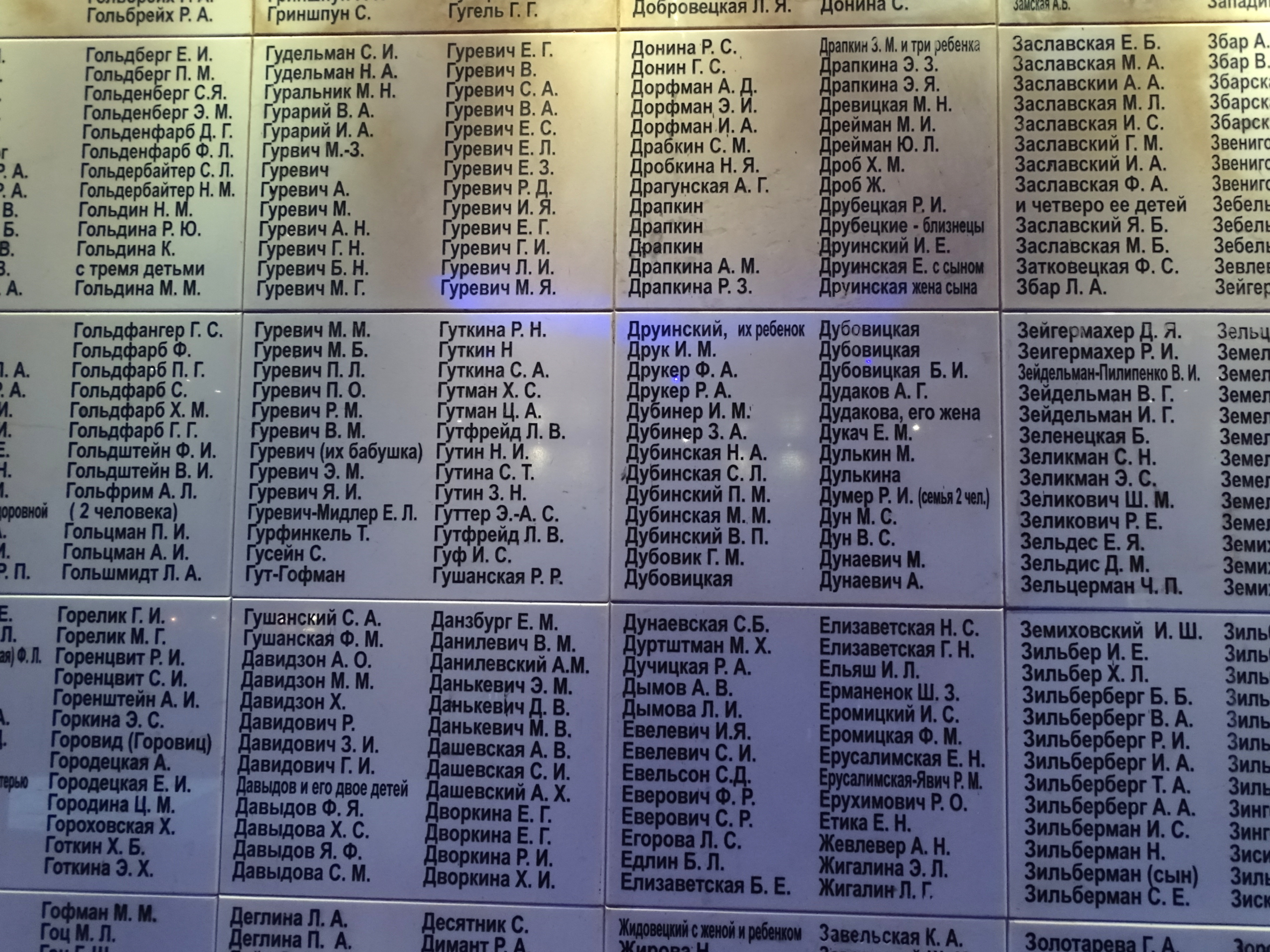
Nazwiska zidentyfikowanych ofiar na tablicy w miejscu pamięci w Drobyckim Jarze

Pod koniec grudnia 1941 roku SK 4a przystąpiło do masowej eksterminacji charkowskich Żydów. 24 grudnia rozstrzelano około 200 żydowskich pacjentów z miejscowego szpitala psychiatrycznego. Trzy dni później z getta zabrano kilkuset Żydów, rzekomo na roboty przymusowe w obwodzie połtawskim. W rzeczywistości wszystkich zawieziono do Drobyckiego Jaru we wschodniej części miasta, gdzie zostali rozstrzelani przez funkcjonariuszy SK 4a i 314. batalionu Ordnungspolizei.
Ostateczna likwidacja getta rozpoczęła się 2 stycznia 1942 roku. Miejscem masowych egzekucji ponownie stał się Drobyćkyj Jar, gdzie Niemcy przygotowali dwa masowe groby dużych rozmiarów. Akcja eksterminacyjna trwała do 8 stycznia. Jej ofiarą padło ponad 9 tys. Żydów. Ogólne kierownictwo „akcji” sprawował nowo mianowany Wyższy Dowódca SS i Policji Rosja-Środek (HSSPF „Rußland-Süd”) SS-Brigadeführer Gerret Korsemann. W egzekucjach obok niemieckich esesmanów i policjantów wzięli także udział ukraińscy policjanci, którymi dowodził Mykoła Kucherenko. Ten ostatni nadzorował później zasypywanie masowych grobów i sortowanie mienia pozostawionego przez ofiary.

## Epilog
Niektórzy Żydzi zignorowali rozkaz przesiedlenia i ukrywali się na terenie miasta lub w okolicznych wsiach. Owi uciekinierzy byli tropieni i wyłapywani przy aktywnym wsparciu ze strony kolaboracyjnych władz miejskich oraz zwykłych mieszkańców. Według niemieckiego raportu z 30 marca 1942 roku liczba ofiar „polowania na Żydów” sięgnęła 64 osób.
W nocie dyplomatycznej poświęconej niemieckim zbrodniom na ludności cywilnej, którą ludowy komisarz spraw zagranicznych Wiaczesław Mołotow wystosował 27 kwietnia 1942 roku do rządów państw utrzymujących stosunki dyplomatyczne z ZSRR, znalazła się informacja o zamordowaniu 14 tys. mieszkańców Charkowa. W dokumencie tym nie wspomniano jednak, że zdecydowana większość ofiar była narodowości żydowskiej.
Sowiecka komisja śledcza, która po wyparciu Niemców z Charkowa badała miejsce zbrodni w Drobyckim Jarze, oszacowała liczbę ofiar na około 15 tys. Według Arada wszystkie ofiary były narodowości żydowskiej. Autorzy Encyclopedia of Camps and Ghettos wskazują jednak, że byłaby to liczba znacznie wyższa, niż wskazywałyby wyniki spisu ludności z grudnia 1941 roku. Z tego powodu przypuszczają, że część zwłok odnalezionych w Drobyckim Jarze mogła należeć do ofiar nieżydowskich, w tym sowieckich jeńców wojennych. Szacują jednocześnie, że w czasie niemieckiej okupacji zamordowano w Charkowie około 12 tys. Żydów.

## Odpowiedzialność sprawców
Ołeksij Kramarenko został z niejasnych przyczyn aresztowany i rozstrzelany przez Gestapo w sierpniu 1942 roku.
Anton Dostler, dowódca 57. Dywizji Piechoty, został w październiku 1945 roku skazany przez amerykański trybunał wojskowy w Rzymie na karę śmierci. Wyrok wykonano.
Paul Blobel został skazany w procesie Einsatzgruppen na karę śmierci przez powieszenie (1948). Wyrok wykonano w czerwcu 1951 roku.
W 1947 roku w Berlinie Wschodnim odbył się proces piętnastu członków 3. plutonu 3. kompanii 9. policyjnego batalionu rezerwy, który był przydzielony do SK 4a i brał aktywny udział w egzekucjach w Drobyckim Jarze. Sowiecki trybunał wojskowy skazał wszystkich oskarżonych na karę 25 lat pozbawienia wolności.
Heinz Hellenbroich – oficer SK 4a, który aktywnie uczestniczył w przygotowaniu i przeprowadzeniu masowych egzekucji w Drobyckim Jarze – został w 1948 roku skazany na karę śmierci przez francuski trybunał wojskowy. Wyrok wykonano.